# 더블린 사람들
《더블린 사람들》은 제임스 조이스가 쓴 15편의 단편소설들을 모은 소설집으로 1914년 6월에 처음 출판되었다. 이 소설집은 20세기 초기 더블린에 살던 아일랜드 중산층의 삶을 자연주의적으로 서술하고 있다. 이 소설집은 아일랜드 민족주의가 최고조에 이르렀으며, 역사적·문화적으로나 아일랜드가 여러 사상이나 영향력에 의해 움직여 민족 정체성과 추구 방향을 활발히 찾아가던 시점에 쓰여졌다. 소설 내 단편들은 등장 인물들이 자기 성찰이나 환상을 통해 삶의 변화를 체험하는 순간이 출현한다는 조이스의 생각이 중심에 위치해 있다. 이 등장 인물들은 나중에 《율리시스》에도 등장하게 된다. 이 소설집은 첫 소설에서 아이를 주인공으로 잡고 있으며, 소설이 진행될수록 더 나이든 주인공들의 삶과 애환을 다루고 있다. 이는 조이스가 쓴 작품에서 자주 등장하는, 아동기에서 소년기를 거쳐 성인기로 접어드는 3단계 구분을 따르는 것이다.

## 출판
제임스 조이스가 초고를 보낸 1905년과 마지막 완성본을 보낸 1914년 사이 제임스 조이스는 15명의 편집자들로부터 18번의 수정을 거쳐야 했다. 책의 출판은 아주 힘든 일이었다. 그랜트 리쳐드의 런던하우스는 1905년 책의 출판을 허가했다. 하지만 편집자가 '두 청년'이라는 제목의 이야기를 뺄 것을 요구했고 그랜트 리쳐드는 초고의 이야기 중에 몇 개를 삭제할 것을 요구했다. 제임스 조이스는 항의했지만 결국 몇 개의 이야기는 삭제했다. 하지만 결국 리쳐드는 출판을 거절했다. 제임스 조이스는 결국 그 후 3년(1909)간 다른 출판사에게 원본을 보냈다. 더블린의 마운셀&로버트 출판사를 찾았지만 마찬가지로 비슷한 논쟁이 일어났으며 마운셀도 결국에는 책의 출판을 거졀했다. 게다가 인쇄비 문제로 제임스 조이스를 고소하려고 위협했다. 제임스 조이스는 원본이 다시 돌아오면 인쇄비를 스스로 충당했으며 소설을 완성하고 책을 배포했다. 하지만 제임스 조이스가 출판사에 가기만 하면 다시 돌아왔다. 출판사들은 책을 불태우고 제임스 조이스는 혹시 몰라 남겨둔 한 권의 복사본만 있을 뿐이었다. 제임스 조이스는 다시 돌아와서 다른 출판사들에게 책을 넘겼고 결국 1914년 그랜트 리쳐드가 마우셀로부터 얻은 방습지로 책을 출판하게 되었다.

## 이야기
- "자매" - 플린 신부가 죽고 난 이후에 신부 및 그 가족들과 피상적으로 친했던 한 아이에 대한 이야기
- "뜻밖의 만남" - 무단결석을 한 두 아이들이 어른을 만난 이야기
- "애러비" - 한 소년이 그의 친구의 여자형제에게 사랑에 빠지지만 애러비 상점가에서 선물을 사지 못했었던 이야기
- "이블린" - 항해사와 함께 아일랜드를 떠날지 말지 갈등을 하게 된 한 여자의 이야기
- "경기가 끝난 뒤: - 대학생 지미 돌린이 그의 친구를 따라하게 되는 이야기
- "두 청년": 레에한과 콜리가 시장으로부터 빼앗긴 메이드를 찾아가는 이야기
- "하숙집": 하숙집을 운영하는 무니씨가 그녀의 딸 폴리를 도란씨에게 멀리 시집을 보내는 이야기
- "작은 구름": 캔들러씨가 그의 오래된 친구 이그나티우스 갈라허와 저녁을 먹으며 그가 예전에 꿈꿨던 문학적인 꿈을 들려준다. 이 이야기는 그의 아들이 자신보다 그의 아내를 더 좋아한다는 캔들러의 마음상태를 반영하고 있다.
- "상대방": 술 주정뱅이 패링턴이 술집에서 그가 겪은 고초를 아들과 함께 나누는 이야기
- "진흙": 늙은 하녀 마리아가 수양 아들 조 도넬리와 그의 가족과 함께 핼러윈을 보내는 이야기
- "가슴 아픈 사연": 더피씨가 시니코씨의 사랑을 거절하고 난 4년 후 그가 그녀에게 외로움을 주고 죽음에 이르게까지 하는 이야기
- "선거 사무실에서 맞는 기일": 한 정치인이 찰스 스테와트 파넬의 기억을 생각해내는 이야기
- "어머니": 키네이씨가 그녀의 딸 캐서린을 위해 콘서트에 출연하여 아일랜드 문화운동을 성공으로 이끌려고 노력하지만 결국에는 실패하는 이야기
- "은총": 커낸이 술집 계단에서 굴러서 다친 이후 그의 친구가 그를 가톨릭 신자로 개종시키려는 이야기
- "죽은 사람들": 가브리엘 콘로이가 참석하고 그의 아내와 대화하는 과정에서 그의 삶과 죽음의 본성에 관한 애피파니가 생기는 이야기 여기서는 15-16,000자의 단어로 이야기가 이끌어져 따로 중편소설로 분류된다. "죽음"은 존 허트슨이 감독을 하고 그의 아들 토니가 각본을 쓰고 그의 딸 안젤리카가 콘로이씨 역할을 하는 영화로 만들어졌다.

## 문체
더블린 사람들에서 제임스 조이스는 과장을 거의 사용하지 않고 간단하고 현실을 잘 반영하는 세부적인 디테일을 주로 사용했다. 이는 독자들이 등장인물을 이해하는 데에 있어 그들의 환경을 잘 파악하도록 한 것이다. 조이스는 자신의 생각을 적지 않고 오히려 독자 스스로 결론을 내리게 끔 하였다. 초기 작가 찰스 디킨스가 썼던 것처럼 도덕적인 가치판단을 할 때에 이 모습이 극명하게 드러난다. 이는 이야기 안의 전통적인 드라마틱한 요소는 덜하다는 것을 보여준다.
제임스 조이스가 그의 묘사적인 기법을 써서 다면적인 캐릭터를 형성했다는 데에는 많은 논의가 있다. 예를 들어, "죽음"의 시작에서 독자들은 "가정부의 딸 릴리는 달려 나갔다"라는 문장에서 이 경우 그녀는 글자 그대로 달려 나간 게 아니고 제임스 조이스도 그렇게 생각하지 않고 썼을 것이다. 오히려 묘사기법은 캐릭터의 전형적인 묘사를 다르게 표현한다는 것을 보여준다.
제임스 조이스는 1인칭으로 쓰지 않았음에도 불구하고 각 인물의 관점에서 이야기를 서술했다. "이블린"에서 "그녀는 창문 커튼에 머리를 기대고 콧구멍 안에는 크레톤의 악취가 났다."여기서 제임스 조이스는 전지적 작가 시점으로 인물의 행동이나 사건을 묘사했다. 등장인물의 성격을 이해하기에 있어 소유의 관점을 통해 분석이 가능하다는 것이다. "가슴 아픈 사연"의 첫번째 문단에서도 제임스 조이스는 인물의 모습을 전지적 작가 시점에서 묘사를 하고 있다. 제임스 조이스는 다른 글쓰기 기법에 대한 풍자를 포함하고 있다. 특히 "가슴 아픈 사연"의 한 부분에서의 신문의 내용과 "은총"에서 설교에 관해 서술할 때이다. 이러한 문체 모티브는 율리시스에서 아우루스편에서도 신문의 문체로 서술하고 문맥적 상황을 묘사적으로 잘 섞어 놓았다는 것을 더 중요하게 보고 있다.
유년기서부터 어렸을 때를 거쳐 죽음에 이르기까지는 하나의 큰 플랜이라고 볼 수 있다. 가장 중요한 것은 더블린의 구체적인 지리적 특징, 즉 독자들이 얼마나 더블린과 연결된 곳에 잘 연결이 되어 있는가에 관한 것이다. 다각도의 시점은 더블린의 사람들과 다르게 총체적으로 나타나고 있다.

## 매체 이용 사례
- Dubline One: Hugh Leonard의 차용, Gate Theater, Bubline, 1963
- The Dead: John Huston 영화, 1987
- Araby: 영화, Dennis Courtney, 1999
- The Dead: Tony Award를 수상한 뮤지컬로 각색, Richard Nelsion, Shaun Davey, 감독: Richard Nelson, 2000
- The Dead: Stephen Rea, RTÉ Radio 1

## 총류
일반
- Ellmann, Richard, James Joyce, 1959 Oxford University Press, 1983 출판
- Burgess, Anthony. Here Comes Everybody: An Introduction to James Joyce for the Ordinary Reader, 1965, Re Joyce의 제목으로도 출판이 됨.
- Burgess, Anthony. Joysprick: An Introduction to the Language of James Joyce, 1973 출판

## 더블린 사람들
- Benstock, Bernard. Narrative Con/Texts in Dubliners, Urbana, University of Illinois Press, 1994, ISBN 978-0-252-02059-9.
- Bloom, Harold. James Joyce's Dubliners. New York: Chelsea House, 1988. ISBN 978-1-55546-019-8.
- Bosinelli Bollettieri, Rosa Maria and Harold Frederick Mosher, eds. ReJoycing: New Readings of Dubliners. Lexington: University Press of Kentucky, 1998. ISBN 978-0-8131-2057-7.
- Frawley, Oona. A New &Complex Sensation: Essays on Joyce's Dubliners. Dublin: Lilliput, 2004. ISBN 978-1-84351-051-2.
- Hart, Clive. James Joyce's Dubliners: Critical Essays. London: Faber, 1969. ISBN 978-0-571-08801-0.
- Ingersoll, Earl G. Engendered Trope in Joyce's Dubliners. Carbondale: Southern Illinois UP, 1996. ISBN 978-0-8093-2016-5.
- Norris, Margot, ed. Dubliners: Authoritative Text, Contexts, Criticism. New York: Norton, 2006. ISBN 0-393-97851-6.
- Thacker, Andrew, ed. Dubliners: James Joyce. New Casebook Series. New York: Palgrave Macmillan, 2006. ISBN 978-0-333-77770-1.

## 참고
1. Michael Groden. "Notes on James Joyce's Ulysses". The University of Western Ontario.
2. Jeri Johnson, "Composition and Publication History", in James Joyce, Dubliners (Oxford University Press, 2000).
3. Hugh Kenner (1979). Joyce's Voices. University of California Press.
4. Irish Playography entry for Hugh Leonard, Dublin One[1]
5. Alan Warren Friedman. Party pieces: oral storytelling and social performance in Joyce and Beckett. Syracuse University Press, 2007. p. 232. Retrieved 17 March 2011.
6. "Rea reads The Dead on RTÉ Radio". RTÉ Ten (Raidió Teilifís Éireann). 2 April 2012. Retrieved 2 April 2012.